# Rodney Heath

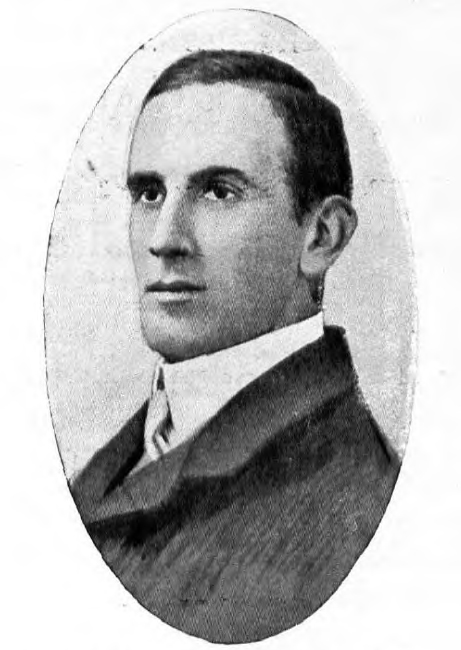
Rodney Heath

Rodney Heath (15 de junho de 1884 — 6 de outubro de 1936) foi um tenista australiano. Em 1905 tornou-se o primeiro campeão do Open da Austrália, feito que repetiria em 1910.